# Тип 157 Коломенского завода
Паровоз 157 — узкоколейный паровоз типа 0-4-0, выпускавшийся в 1930-х годах в СССР. 

## История
Паровоз был спроектирован в 1928—1929 годах на Коломенском паровозостроительном заводе. В середине 30-х годов документация на строительство паровозов типа 157 была передана Сормовскому паровозостроительному заводу, который внеся свои конструктивные изменения приступил к постройке этих паровозов с 1936 года.

## Сохранившиеся паровозы
- К-157−24 — памятник, установлен у входа на территорию локомотивного депо Челябинск-Главный
- 157-24 ЧелябинскК-157−63 — Музей узкоколейных железных дорог Екатеринбург, ранее памятник в парке им. Энгельса.
- К-157-76 — установлен в качестве памятника узкоколейке, описанной Н. Островским в романе «Как закалялась сталь», на станции Боярка Киевской области. Паровоз был передан из Белорецка, и его настоящий номер К-157-73
- К-157-469 — в Переславском железнодорожном музее. Выпущен в 1928 г, заводской номер 5674. До 1978 года работал в Чернораменском транспортном управлении, затем был установлен в качестве памятника в Балахне. В 1998 году снят с постамента и перевезён в музей.